# Komet Matičič
C/2008 Q1 (Matičič)  je prvi komet, ki je bil odkrit iz Slovenije. 

## Odkritje[2]
Komet je odkril ljubiteljski astronom Stanislav Matičič, ki deluje na Observatoriju Črni Vrh v Sloveniji. Odkril ga je na posnetkih, ki jih je naredil 18. avgusta 2008. Obvestil je Središče za male planete in opozoril astronome na novo najdeno nebesno telo. V naslednjih dneh je 17 observatorijev potrdilo odkritje in opravilo dodatne meritve.
Komet je bil odkrit v okviru Projekta iskanja kometov in asteroidov (PIKA).

## Lastnosti[2]
Komet ima parabolično tirnico, ki je nagnjena proti Zemljini tirnici za okoli 118 °. Soncu se bo najbolj približal (prisončje) v januarju leta 2009 na razdaljo 2,94 astronomske enote. Takrat bo od Zemlje oddaljen samo okoli 2,8 a.e.